# سازمان امنیت ویژه عراق
سازمان امنیت ویژه عراق (عربی: الأمن الخاص Al-Amn al-Khas) قدرتمندترین آژانس امنیتی عراق در زمان ریاست جمهوری صدام حسین بود، که مسئولیت امنیت شخصی مقامات عالی‌رتبه دولتی و مراکز ریاست جمهوری را برعهده داشت.